# صحفيون قتلوا على يد الاحتلال الاسرائيلي
منذ عام 1948 تم قتل مجموعة من الصحفيين المواطنين ومراسلو حرب أجانب، أو ماتوا نتيجة تغطيتهم الصحفية على يد قوات الجيش الإسرائيلي. فقامت اليونسكو بإدراج قائمة من واحد وعشرون صحفياً لقوا حتفهم في الضفة الغربية أو الأراضي المحتلة منذ عام 2002. ووثقت لجنة حماية الصحفيين مقتل خمسة وعشرون صحفياً منذ عام 1992.

## صحفيون ومراسلو حرب قتلوا على يد القوات الإسرائيلية في الضفة الغربية وقطاع غزة
| التاريخ        | الإسم                   | المكان                    | طريقة الوفاة | المراجع       |
| -------------- | ----------------------- | ------------------------- | --- | ------------- |
| 1 يونيو 2022   | غفران هارون وراسنة      | مخيم العروب، مدينة الخليل | صحفية في راديو دريم أطلق عليها الجيش الإسرائيلي النار في صدرها وهي في طريقها إلى عملها في الخليل                              | [ 1 ]         |
| 11 مايو 2022   | شيرين أبو عاقلة         | مدينة جنين                | مراسلة قناة الجزيرة أطلق عليها الجيش الإسرائيلي النار في الرأس                                                                | [ 2 ] [ 3 ]   |
| 19 مايو 2021   | يوسف أبو حسين           | الشيخ رضوان، قطاع غزة     | مذيع إذاعي، استشهد في منزله جراء قصف صاروخي إسرائيلي                                                                          | [ 4 ]         |
| 13 أبريل 2018  | أحمد أبو حسين           | جباليا، قطاع غزة          | مصور تم إطلاق النار عليه في منطقة البطن                                                                                       | [ 5 ]         |
| 6 أبريل 2018   | ياسر مرتجى              | خان يونس، قطاع غزة        | مصور صحفي قتله الإحتلال في بطنه                                                                                               | [ 6 ]         |
| 13 أغسطس 2014  | سيمون كاميلي            | بيت لاهيا، قطاع غزة       | صحفيو وكالة أنباء قُتلوا بقنبلة حية أسقطتها القوات الإسرائيلية على ملعب كرة قدم في قطاع غزة                                    | [ 7 ]         |
| 13 أغسطس 2014  | علي شحادة أبو عفاش      | بيت لاهيا، قطاع غزة       | صحفيو وكالة أنباء قُتلوا بقنبلة حية أسقطتها القوات الإسرائيلية على ملعب كرة قدم في قطاع غزة                                    | [ 7 ]         |
| 31 يوليو 2014  | محمد ضاهر               | الشجاعية، قطاع غزة        | رئيس تحرير جريدة الرسالة أصيب بجروح خطيرة جراء غارة إسرائيلية على منزله في 20 يوليو (أثناء معركة الشجاعية) وتوفي بعد 11 يومًا. | [ 8 ]         |
| 30 يوليو 2014  | محمد نور الدين الديري   | الشجاعية، قطاع غزة        | مصوري الشبكة الفلسطينية للصحافة والإعلام قتلوا في قصف إسرائيلي لسوق في غزة                                                    | [ 9 ] [ 10 ]  |
| 30 يوليو 2014  | رامي ريان               | الشجاعية، قطاع غزة        | مصوري الشبكة الفلسطينية للصحافة والإعلام قتلوا في قصف إسرائيلي لسوق في غزة                                                    | [ 9 ] [ 10 ]  |
| 30 يوليو 2014  | سامح العريان            | الشجاعية، قطاع غزة        | مصور تلفزيون الأقصى قتل في قصف اسرائيلي على سوق في غزة                                                                        | [ 9 ] [ 10 ]  |
| 30 يوليو 2014  | عاهد زقوت               | مدينة غزة                 | لاعب منتخب فلسطين السابق ومقدم البرامج التلفزيونية الرياضية قتل في قصف إسرائيلي للمبنى الذي يسكنه بينما كان نائما.            | [ 11 ]        |
| 20 يوليو 2014  | خالد حماد               | الشجاعية، قطاع غزة        | مصور تلفزيوني قتل جراء قصف إسرائيلي                                                                                           | [ 12 ]        |
| 9 يوليو 2014   | حامد شهاب               | قطاع غزة                  | سائق شبكة 24 ميديا قتل في سيارته جراء غارة جوية إسرائيلية                                                                     | [ 13 ]        |
| 20 نوفمبر 2012 | محمود الكومي            | مدينة غزة                 | مصوري تلفزيون الأقصى قتلوا جراء قصف صاروخي إسرائيلي                                                                           | [ 14 ] [ 15 ] |
| 20 نوفمبر 2012 | حسام سلامة              | مدينة غزة                 | مصوري تلفزيون الأقصى قتلوا جراء قصف صاروخي إسرائيلي                                                                           | [ 14 ] [ 15 ] |
| 20 نوفمبر 2012 | محمد أبو عيشة           | دير البلح، قطاع غزة       | موظف في إذاعة القدس التعليمية قتل داخل سيارته جراء قصف صاروخي إسرائيلي                                                        | [ 15 ]        |
| 14 أبريل 2011  | فيتوريو أريجوني         | مدينة غزة                 | ناشط وصحفي إذاعي إيطالي وعضو في حركة التضامن الدولية قتل من قبل جماعة توحيد الجهاد في غزة                                     | [ 16 ]        |
| 7 يناير 2009   | باسل إبراهيم فرج        | قطاع غزة                  | مصور الإتصالات والإعلام الفلسطينية قتل برصاص الطيران الإسرائيلي                                                               | [ 17 ]        |
| 6 أبريل 2008   | فضل شناعة               | مخيم البريج، قطاع غزة     | مصور رويترز قتل بقذيفة خلال مذبحة البريج                                                                                      | [ 18 ]        |
| 14 مايو 2007   | سليمان عبد الرحيم العشي | مدينة غزة                 | محرر وموزع صحيفة فلسطين اليومية تعرضوا للضرب وإطلاق النار من قبل مسلحين يرتدون زي الحرس الرئاسي                               | [ 19 ]        |
| 14 مايو 2007   | محمد مطر عبده           | مدينة غزة                 | محرر وموزع صحيفة فلسطين اليومية تعرضوا للضرب وإطلاق النار من قبل مسلحين يرتدون زي الحرس الرئاسي                               | [ 19 ]        |
| 22 مارس 2004   | محمد أبو حليمة          | مخيم بلاطة، مدينة نابلس   | مراسل إذاعي ومصور مستقل أطلق عليه النار في بطنه من قبل الجيش الإسرائيلي                                                       | [ 20 ]        |
| 2 مارس 2004    | خليل الزبن              | مدينة غزة                 | صحفي في مجلة، ومستشار الرئيس ياسر عرفات أطلق عليه مسلحون مجهولون مشتبه بهم من أصل فلسطيني النار خارج مكتبه                    | [ 21 ]        |
| 2 مايو 2003    | جيمس ميلر               | رفح، قطاع غزة             | مخرج أفلام وثائقية أطلق عليه الجيش الإسرائيلي النار في رقبته                                                                  | [ 22 ]        |
| 18 أبريل 2003  | نزيه درزاوي             | مدينة نابلس               | مصور فوتوغرافي قتله الجيش الإسرائيلي في رأسه                                                                                  | [ 23 ]        |
| 22 سبتمبر 2002 | عصام حمزة تلاوي         | مدينة رام الله            | مذيع إذاعة صوت فلسطين قتل برصاص قناص اسرائيلي في رأسه خلال احتجاج على حصار مقر السلطة الوطنية الفلسطينية                      | [ 24 ]        |
| 12 يوليو 2002  | عماد أبو زهرة           | مدينة جنين                | مصور فوتوغرافي مستقل أطلق عليه الجيش الإسرائيلي النار في قدمه                                                                 | [ 25 ]        |
| 12 مارس 2002   | رافاييل سيريلو          | مدينة رام الله            | مصور فوتوغرافي أطلق عليه الجيش الإسرائيلي ست رصاصات في صدره                                                                   | [ 26 ]        |
| 31 يوليو 2001  | محمد البيشاوي           | مدينة نابلس               | صحفي ومراسل إسلام أون لاين قتل في القصف الإسرائيلي على المركز الفلسطيني للدراسات والإعلام                                     | [ 27 ] [ 28 ] |
| 31 يوليو 2001  | عثمان القطناني          | مدينة نابلس               | مراسل وكالة الأنباء الكويتية قتل في قصف إسرائيلي على المركز الفلسطيني للدراسات والإعلام                                       | [ 27 ] [ 28 ] |
| 28 أكتوبر 2000 | عزيز التينة             | مدينة بيت لحم             | مراسل وكالة وفا قتل بانفجار مجهول المصدر                                                                                      | [ 29 ]        |